# Joseph Maréchal
Pour les articles homonymes, voir Maréchal.
 (juillet 2017).
Si vous disposez d'ouvrages ou d'articles de référence ou si vous connaissez des sites web de qualité traitant du thème abordé ici, merci de compléter l'article en donnant les références utiles à sa vérifiabilité et en les liant à la section « Notes et références ».
Compléments
Métaphysicien, Maréchal donne une grande impulsion au néothomisme
Joseph Maréchal, né le 1er juillet 1878 à Charleroi et mort le 11 décembre 1944 à Louvain, était un prêtre jésuite belge, philosophe (métaphysicien), psychologue et enseignant au théologat jésuite et à l'Institut supérieur de philosophie de l'université catholique de Louvain.

## Formation
Après des études secondaires au Collège du Sacré-Cœur de Charleroi, Joseph Maréchal entre dans la Compagnie de Jésus en 1895. Avant d’étudier la théologie, et en vue de son engagement et enseignement futur comme philosophe, Maréchal fait un doctorat en sciences naturelles à l'université de Louvain (1901-1905). Il est ordonné prêtre en 1908.

## Psychologie et philosophie
Maréchal s’intéresse particulièrement à la psychologie expérimentale qui, au début du XXe siècle fait des progrès importants. En 1911, il travaille dans le laboratoire de Wilhelm Wundt, à Munich. En parallèle, et suivant l'inspiration donnée[réf. souhaitée] par Léon XIII dans l’encyclique Æterni Patris (1879), Maréchal approfondit l’étude du thomisme en le mesurant aux courants philosophiques et scientifiques contemporains notamment Henri Poincaré, Jules Lachelier, Emile Boutroux, Maurice Blondel, Henri Bergson et d’autres. Il en émerge un thomisme (dit ‘néo-thomisme’) plus dynamique, assimilant et dépassant l’idéalisme transcendantal kantien[réf. souhaitée].

## Le point de départ de la métaphysique
Au fil des années, stimulé par les échanges avec les étudiants et avec le soutien de Pierre Scheuer, il rédige une synthèse métaphysique en cinq cahiers successifs publiés entre 1922 et 1947, le dernier étant posthume, souvent réédités par la suite sous le titre de Le Point de départ de la métaphysique.

## La psychologie des mystiques
Son intérêt principal est la psychologie expérimentale qu’il enseigne et les relations entre spiritualité et psychologie, notamment l'action de Dieu dans l’âme humaine et plus particulièrement son retentissement sur la psychologie personnelle. Il écrit une série d’articles sur ce thème, entre 1924 et 1937, rassemblés en deux volumes intitulés Études sur la psychologie des mystiques.

## Dernières années
Une santé défaillante l'oblige à quitter l’enseignement. Il se consacre alors à l’écriture tout en guidant de nombreux étudiants dans leurs travaux de recherches. Au début de la guerre, en 1940, le théologat jésuite de Eegenhoven-Louvain où il réside est détruit dans un incendie et il perd ses dossiers et des écrits non publiés. Il meurt le 11 décembre 1944.
Selon Pierre Colin, en tentant de réinterpréter l'un par l'autre Emmanuel Kant et Thomas d'Aquin, il inspirera Karl Rahner dans L'Homme à l'écoute du Verbe où il cherche « dans la structure  de l'esprit humain ce qui rend celui-ci capable de recevoir une révélation historique. » Pour Maréchal dans la Critique de la raison pure  Kant en est resté à une étude des structures formelles de la connaissance  « sans remonter jusqu'à l'activité spirituelle constituante dont il s'approche dans les notes de l'Opus posthumum. »

## Publications
- Le point de départ de la métaphysique (5 Cahiers), Bruges-Louvain, 1922-47. Les 5 cahiers sont accessibles en ligne
- Études sur la psychologie des mystiques, (2 vol.), Bruges-Bruxelles, 1924-37.
- Précis d'histoire de la philosophie moderne, Louvain, 1933.